# Алиев, Орхан Ахлиман оглы
Орхан Ахлиман оглы Алиев (азерб. Əliyev Orxan Əhliman oğlu; 21 декабря 1995, Баку, Азербайджан) — азербайджанский футболист. Выступает на двух позициях — в полузащите и в нападении. Защищает цвета клуба «Туран».

## Клубная карьера
Орхан Алиев родился 21 декабря 1995 года в Баку. В дальнейшем вместе с семьей переехал в Россию, в Ставрополь.
Профессиональную карьеру футболиста начал в 2011 году с выступления в клубе Премьер-лиги Азербайджана ФК «Сумгаит», где выступает под № 9. Контракт с сумгаитцами был подписан до 2014 года.
6 августа 2011 года в выездном матче Премьер-лиги  против ФК «Хазар-Ленкорань», состоялся дебют за основной состав команды «Сумгаит». В «Сумгаите» провел три сезона. В 2013 году заключил контракт с ФК «Хазар-Ленкорань», откуда на правах аренды вновь возвратился в «Сумгаит», где играл сезон 2014/2015. В начале 2015 года возвратился в состав «кораблестроителей».
В ноябре 2012 года Алиев был приглашен и участвовал на просмотре в португальском «Порту», но в итоге отказался от предложения выступать в юношеском составе португальцев, мотивировав это тем, что рассчитывал попасть во вторую, резервную команду «Порту-В», которая выступает в первом дивизионе чемпионата Португалии.
11 марта 2013 года, во время матча XXIII тура Премьер-лиги Азербайджана с «Тураном» получил серьёзную травму, в результате которой выбыл из строя на пять месяцев. 5 апреля 2013 года была сделана операция во Франкфурте.
С начала сезона 2024/2025 выступал за «Кяпаз».
8 января 2025 года подписал контракт с «Тураном» до конца сезона 2025/2026.

## Статистика выступлений

### Чемпионат Азербайджана
| № | Сезон       | Клуб              | Игр | В запасе | Забитые голы |
| - | ----------- | ----------------- | --- | -------- | ------------ |
| 1 | 2011 / 2012 | «Сумгаит»         | 20  | 8        | 5            |
| 2 | 2012 / 2013 | «Сумгаит»         | 17  | 3        | 4            |
| 3 | 2013 / 2014 | «Сумгаит»         | 9   | 2        | 1            |
| 4 | 2013 / 2014 | «Хазар-Ленкорань» | 0   | 6        | 0            |
| 5 | 2014 / 2015 | «Сумгаит»         | 25  | 10       | 4            |
| 6 | 2015 / 2016 | «Хазар-Ленкорань» | 3   | 0        | 0            |

### Кубок Азербайджана
| № | Сезон       | Клуб      | Игр | Голов | Игр в запасе |
| - | ----------- | --------- | --- | ----- | ------------ |
| 1 | 2011 / 2012 | «Сумгаит» | 0   | 0     | 1            |
| 2 | 2013 / 2014 | «Сумгаит» | 1   | 0     | 0            |
| 3 | 2014 / 2015 | «Сумгаит» | 1   | 0     | 0            |

## Сборная Азербайджана

### U-16
В апреле 2010 года в результате селекционных работ, проводимых представителями АФФА в России, Орхана Алиева заметили в клубе «Электромеханик» (Ставрополь) и привлекли в состав юношеской сборной Азербайджана (U-16).

### U-17
Провел в составе юношеской сборной Азербайджана до 17 лет 5 игр, забив один мяч. Дебютировал 24 октября 2010 года в отборочной матче чемпионата Европы среди футболистов до 17 лет против сборной Северной Ирландии.

### U-19
С 2012 года защищал цвета юношеской сборной Азербайджана до 19 лет. Дебютировал в составе команды 26 октября 2012 года в квалификационном раунде чемпионата Европы среди юношей до 19 лет, в домашнем матче против сборной Исландии. Провел на поле все 90 минут.

### U-21
8 июня 2013 года провел первый матч в составе молодёжной сборной Азербайджана против Македонии в отборочном матче чемпионата Европы.